# Yasuaki Oshima
Yasuaki Oshima (大島 康明 Oshima Yasuaki?, nacido el 1 de septiembre de 1981 en Hyogo) es un exfutbolista japonés. Jugaba de delantero y su último club fue el Giravanz Kitakyushu de Japón.

## Trayectoria

### Clubes
| Club                | País  | Año         |
| ------------------- | ----- | ----------- |
| Vissel Kobe         | Japón | 2000 - 2001 |
| Tokushima Vortis    | Japón | 2001 - 2009 |
| Giravanz Kitakyushu | Japón | 2009 - 2012 |

## Estadística de carrera

### J. League
| Club                | Año   | J. League | J. League | Copa J. League | Copa J. League | Total | Total |
| Club                | Año   | Part.     | Goles     | Part.          | Goles          | Part. | Goles |
| ------------------- | ----- | --------- | --------- | -------------- | -------------- | ----- | ----- |
| Vissel Kobe         | 2000  | 0         | 0         | 0              | 0              | 0     | 0     |
| Vissel Kobe         | 2001  | 0         | 0         | 0              | 0              | 0     | 0     |
| Tokushima Vortis    | 2005  | 20        | 5         | -              | -              | 20    | 5     |
| Tokushima Vortis    | 2006  | 23        | 2         | -              | -              | 23    | 2     |
| Tokushima Vortis    | 2007  | 20        | 1         | -              | -              | 20    | 1     |
| Tokushima Vortis    | 2008  | 26        | 5         | -              | -              | 26    | 5     |
| Tokushima Vortis    | 2009  | 2         | 0         | -              | -              | 2     | 0     |
| Giravanz Kitakyushu | 2010  | 34        | 7         | -              | -              | 34    | 7     |
| Giravanz Kitakyushu | 2011  | 14        | 4         | -              | -              | 14    | 4     |
| Giravanz Kitakyushu | 2012  | 8         | 0         | -              | -              | 8     | 0     |
| Total               | Total | 147       | 24        | 0              | 0              | 147   | 24    |